# 科澤利斯克區

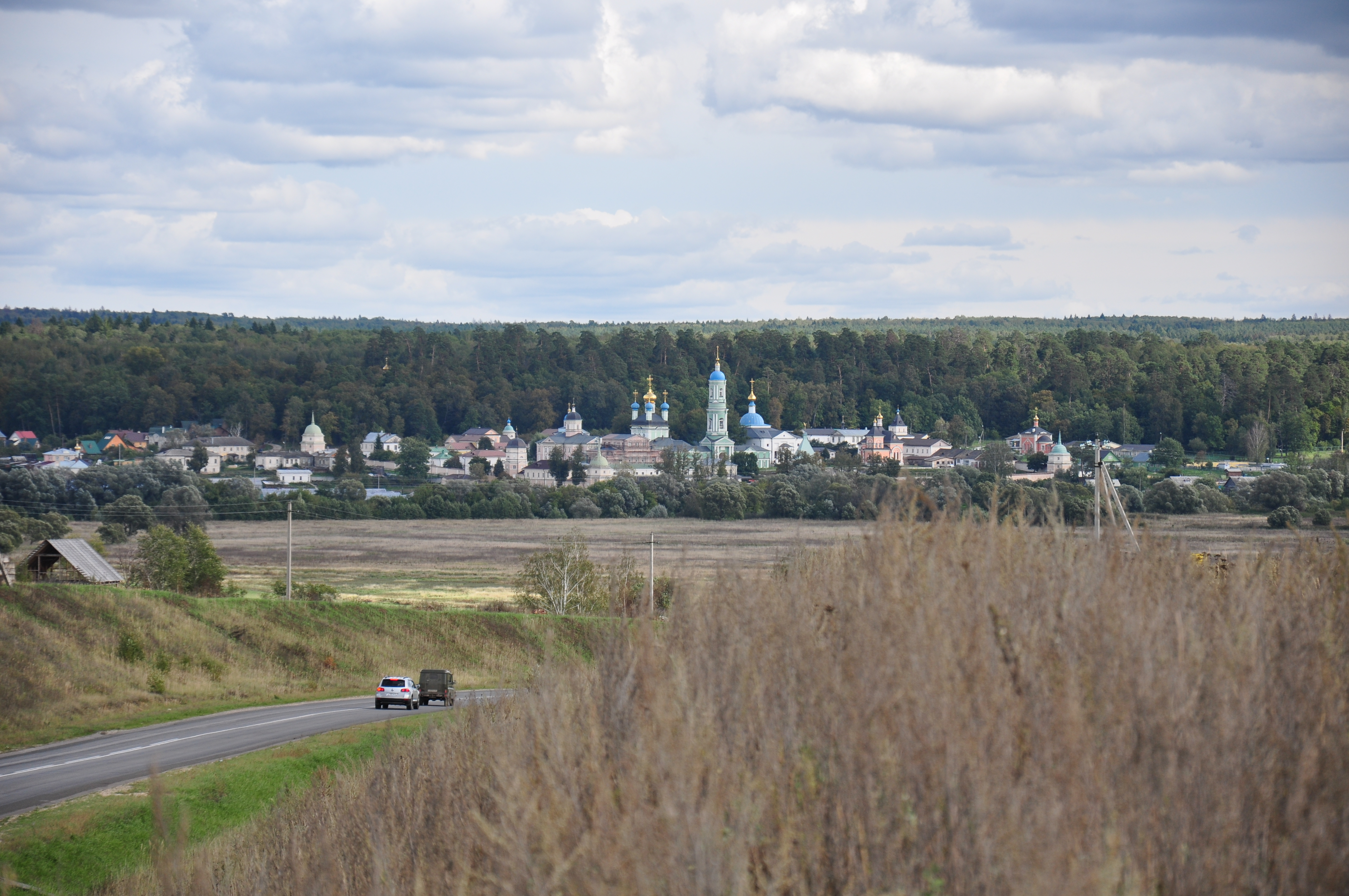

54°02′N 35°47′E / 54.033°N 35.783°E
科澤利斯克區（俄语：Козельский район），是俄羅斯的一個區，位於該國西部，由卡盧加州負責管轄，面積1,523平方公里，2010年該區人口41,802，人口密度每平方公里27.45人。